# Manami Nakano
Manami Nakano (中野 真奈美?, Nakano Manami; Hokkaidō, 30 agosto 1986) è una calciatrice giapponese, centrocampista del Nojima Stella Kanagawa S..

## Carriera

### Nazionale
Il 13 gennaio 2010, Nakano è convocata nella Nazionale maggiore in occasione di una partita contro Danimarca. Nakano ha disputato anche il Coppa d'Asia 2010 (calcio femminile). In tutto, Nakano ha giocato 12 partite con la Nazionale nipponica riuscendo a segnare 2 gol.

## Statistiche

### Cronologia presenze e reti in nazionale
| Cronologia completa delle presenze e delle reti in nazionale ― Giappone | Cronologia completa delle presenze e delle reti in nazionale ― Giappone | Cronologia completa delle presenze e delle reti in nazionale ― Giappone | Cronologia completa delle presenze e delle reti in nazionale ― Giappone | Cronologia completa delle presenze e delle reti in nazionale ― Giappone | Cronologia completa delle presenze e delle reti in nazionale ― Giappone | Cronologia completa delle presenze e delle reti in nazionale ― Giappone | Cronologia completa delle presenze e delle reti in nazionale ― Giappone |
| Data                                                                    | Città                                                                   | In casa                                                                 | Risultato                                                               | Ospiti                                                                  | Competizione                                                            | Reti                                                                    | Note                                                                    |
| ----------------------------------------------------------------------- | ----------------------------------------------------------------------- | ----------------------------------------------------------------------- | ----------------------------------------------------------------------- | ----------------------------------------------------------------------- | ----------------------------------------------------------------------- | ----------------------------------------------------------------------- | ----------------------------------------------------------------------- |
| 13-1-2010                                                               | Coquimbo                                                                | Giappone                                                                | 1 – 0                                                                   | Danimarca                                                               | Bicentennial Women's Cup                                                | -                                                                       |                                                                         |
| 21-1-2010                                                               | Coquimbo                                                                | Giappone                                                                | 4 – 2                                                                   | Colombia                                                                | Bicentennial Women's Cup                                                | -                                                                       |                                                                         |
| 23-1-2010                                                               | Coquimbo                                                                | Giappone                                                                | 3 – 0                                                                   | Argentina                                                               | Bicentennial Women's Cup                                                | 1                                                                       |                                                                         |
| 11-2-2010                                                               | Tokyo                                                                   | Giappone                                                                | 3 – 0                                                                   | Taipei cinese                                                           | Coppa dell'Asia orientale                                               | -                                                                       |                                                                         |
| 13-2-2010                                                               | Tokyo                                                                   | Giappone                                                                | 2 – 1                                                                   | Corea del Sud                                                           | Coppa dell'Asia orientale                                               | -                                                                       |                                                                         |
| 8-5-2010                                                                | Nagano                                                                  | Giappone                                                                | 4 – 0                                                                   | Messico                                                                 | Amichevole                                                              | -                                                                       |                                                                         |
| 11-5-2010                                                               | Niigata                                                                 | Giappone                                                                | 3 – 0                                                                   | Messico                                                                 | Amichevole                                                              | -                                                                       |                                                                         |
| 22-5-2010                                                               | Chengdu                                                                 | Giappone                                                                | 4 – 0                                                                   | Thailandia                                                              | Coppa d'Asia 2010                                                       | 1                                                                       |                                                                         |
| 24-5-2010                                                               | Chengdu                                                                 | Giappone                                                                | 2 – 1                                                                   | Corea del Nord                                                          | Coppa d'Asia 2010                                                       | -                                                                       |                                                                         |
| 14-11-2010                                                              | Guangzhou                                                               | Giappone                                                                | 4 – 0                                                                   | Thailandia                                                              | Giochi asiatici                                                         | -                                                                       |                                                                         |
| 5-4-2012                                                                | Kobe                                                                    | Giappone                                                                | 4 – 1                                                                   | Brasile                                                                 | Amichevole                                                              | -                                                                       |                                                                         |
| 22-9-2013                                                               | Nagasaki                                                                | Giappone                                                                | 2 – 0                                                                   | Nigeria                                                                 | Amichevole                                                              | -                                                                       |                                                                         |
| Totale                                                                  |                                                                         | Presenze                                                                | 12                                                                      |                                                                         | Reti                                                                    | 2                                                                       |                                                                         |